# Shanghai Nongchang (bondby i Kina, Jiangsu Sheng, lat 33,32, long 120,53)
Shanghai Nongchang är en bondby i Kina. Den ligger i provinsen Jiangsu, i den östra delen av landet, omkring 210 kilometer nordost om provinshuvudstaden Nanjing. Antalet invånare är 5 501. Befolkningen består av 2 189 kvinnor och 3 312 män. Barn under 15 år utgör 6,0 %, vuxna 15-64 år 73 %, och äldre över 65 år 19,0 %.
Runt Shanghai Nongchang är det tätbefolkat, med 369 invånare per kvadratkilometer. Närmaste större samhälle är Xinfeng, 9,6 km sydväst om Shanghai Nongchang. Trakten runt Shanghai Nongchang består till största delen av jordbruksmark.
Genomsnittlig årsnederbörd är 1 047 millimeter. Den regnigaste månaden är juli, med i genomsnitt 229 mm nederbörd, och den torraste är januari, med 23 mm nederbörd.